# Dionso
Dionso est une commune rurale située dans le département de Kankalaba de la province de Léraba dans la région des Cascades au Burkina Faso.